# Апанасов, Астемир Валерьевич
Астеми́р Вале́рьевич Апана́сов (род. 21 сентября 1989 г., Нальчик, Кабардино-Балкарская АССР, СССР) — российский певец, исполнитель песен на русском языке и национальных языках Кавказа, музыкант и композитор, актер театра и кино, Заслуженный артист республики Адыгея, Заслуженный артист Кабардино-Балкарской республики, Заслуженный артист Карачаево-Черкесской республики,  гран-при Всероссийского конкурса «Синяя птица», победа в финале и суперфинале телевизионного конкурса «Утренняя звезда» (2003 г.), победитель  Международного конкурса «Надежды Европы», лауреат Международного театрального фестиваля Fringe в г. Эдинбург (Шотландия), лауреат IV Ежегодной Премии первого общекавказского этномузыкального телеканала «9 Волна», лауреат I и II премии Международного конкурса «Надежды Европы».

## Биография
Родился 21 сентября 1989 года в городе Нальчик Кабардино-Балкарской АССР.
В 2006 году поступил на факультет Эстрадного искусства театрального института РАТИ-ГИТИС. Обучался под руководством профессора, Народного артиста России Валерия Гаркалина. Пародия на Лепса на YouTube окончил ГИТИС в 2010 году.
Проживает в Москве.
Интересы и увлечения: Фотография, видеомонтаж, гитара, скрипка, пианино, велосипед, футбол, степ.

## Творческая деятельность
С 6 лет на сцене ,с 8 до 14 лет дал более 2000 концертов на Северном Кавказе ,в Москве  и Санкт- Петербурге .В программе концертов были песни на разных языках мира -русском,итальянском ( из репертуара Робертино Лоретти), французском, арабском , китайском,английском,испанском,кумыкском,балкарском,чеченском,абазинском  и родном адыгском .
Участвовал в творческих проектах совместно с Сергеем Безруковым, Максимом Разуваевым, Владимиром Панковым, Стасом Наминым, Юлией Михальчик, Алексеем Гоманом. Участник телевизионной программы «Большая разница».Роль Чарли Чаплина в Бродвейском Мюзикле «Чаплин» ,Режиссер Уоррен Карлайл.
В настоящее время работает в Губернском театре Сергея Безрукова, Мастерской театральных ремесел Андрея Щукина, театре «ЖИВ», ведёт активную гастрольную деятельность.
Работает совместно с группой «Coffeetime». Астемир Апанасов и группа «Coffeetime» на YouTube Выступление на IV Международном музыкальном турнире «ТЕРЕМ КРОССОВЕР» стало для «Coffeetime» триумфальным. Вокальная группа получила первое место и Гран При в Санкт -Петербурге .Победители по итогам зрительского голосования Всероссийского телевизионного конкурса Новая звезда .
В настоящее время занимается сольной карьерой и гастролирует по всему Миру (Америка, Франция, Австрия, Китай, Бельгия, Россия).
По итогам интернет голосования телеканала Music box gold получил в 2020 году премию «Золотой голос Кавказа».

## Семья
Отец — Валерий Апанасов, композитор, поэт.
Мать — Лидия Апанасова-Темзокова (Ведущий экономист Национального Банка КБР)
Сестра — Альбина Апанасова (студентка Медицинского Университета в Риме, замужем, трое детей).
Брат — Алим Апанасов (бизнесмен, закончил Итальянский институт туризма и экскурсий и переквалифицирован в Университете туризма и экскурсий в Москве, женат, один сын).

## Песни
- «Нохчийчоь»
- «У адыгов обычай такой»
- «Моя Кабарда»
- «Хьо Са безам бу»
- «Ма хала стаг ю хьо»

## Работы в театре
- Мюзикл «Три мушкетёра», реж. С.Красноперец — Д’Артаньян, гвардеец, мушкетёр.[4]
- Мюзикл «Волосы», реж. Бо Кроуэлл (США), Стас Намин — Клод, племя любви.
- С.Мрожек «Серенада», реж. Валерий Гаркалин — Глава семьи.
- «На грани весны», реж. М.Разуваев, А.Давыдов, Г.Ауэрбах.
- «Маленькая колдунья» реж. П.Гайдученко и О.Лопухов — ворон.
- «Above the clear blue sky», реж. А.Рубинштейн (Англия, г. Эдинбург).
- «Битломания», реж. Стас Намин.
- «Белоснежка и семь гномов», реж. А.Давыдов — Пятница-гном, советник королевы.
- «Алиса в стране чудес», реж. И.Замотаев, А.Прокуратов.
- «Бременские музыканты» — шут.
- В.Войнович «Солдат Иван Чонкин», реж. Андрей Россинский, при участии Владимира Войновича.
- А.Островский «Снегурочка», реж. Владимир Панков.
- Б. Васильев «Завтра была война» реж. з.а. РФ М.Разуваев — Саша Стамескин.
- А. С. Пушкин «Пир во время чумы» реж. з.а. РФ М.Разуваев.
- Бродвейский мюзикл "Чаплин" роль - Чаплин режиссер Уоррен Карлайл

## Съемки в кино и на телевидении
- «Главная сцена 2» (2015 г.) в составе группы «Coffee Time Band».[5]
- «Большая разница»
- «Приют комедиантов»
- «Линия жизни» в 2009 г.
- Телеканал «Первый игровой» — телеведущий.